# Verkiezingen in België 1999
Op zondag 13 juni 1999 werden in België zowel federale, regionale als Europese verkiezingen gehouden: 
- Belgische federale verkiezingen 1999
- Brusselse gewestverkiezingen 1999
- Europese verkiezingen 1999
- Vlaamse verkiezingen 1999
- Waalse verkiezingen 1999
- Duitstalige Gemeenschapsraadverkiezingen 1999.

In de federale verkiezingen werden de Kamer en Senaat verkozen. De regionale verkiezingen werden georganiseerd voor het Vlaams Gewest, het Waals Gewest en het Brussels Hoofdstedelijk Gewest.
In de aanloop naar de verkiezingen vond in België de dioxinecrisis plaats, waardoor op de verschillende niveaus de katholieke en socialistische regeringspartijen verliezen leden, en de liberale en groene partijen winst maakten.
1999 was de eerste keer dat de Europese, federale en regionale verkiezingen samenvielen. Sinds de verkiezingen van 2014 vallen de Europese, federale en regionale verkiezingen iedere keer samen.